# Torbjörn Kastell
Anders Torbjörn Kastell, född 24 oktober 1973 i Västerås, Västmanlands län, är en svensk lärare och en av Sverigedemokraternas ledande företrädare under lång tid.
Kastell var fram till 1995 ansvarig för Sverigedemokraternas lokalavdelning i Västerås. Han valdes in i Sverigedemokraternas partistyrelse som ordinarie ledamot vid riksårsmötet i Norrköping 1995 och blev senare partiets andre vice ordförande, vilket han upphörde med 2003 när han istället blev partisekreterare. Kastell upphörde sedan med partisekreterarskapet 2004 och lämnade partistyrelsen 2005. Han var chefredaktör för partitidningen SD-Kuriren fram till 1999 när han ersattes av Richard Jomshof på denna post.
I kommunalvalet 1998 kandiderade Kastell på Ekerö tillsammans med Lars Emanuelsson, och i valet 2002 ställde han upp i Tyresö kommun. Torbjörn Kastell valdes in som ledamot i Kyrkomötet 2001 vid sidan av Eva Nyman men kandiderade inte för omval 2005. Han valdes även in i stiftsfullmäktige i Stockholms stift 2001 men förlorade denna plats automatiskt när han 2004 tillfälligt flyttade till Västerås.
2012 släppte han sin debutroman Ingjald Illråde (om sagokungen i Ynglingasagan) och gjorde come back i politiken som avdelningsordförande i Sverigedemokraterna. 2014 blev han gruppledare i kommunfullmäktige för Sverigedemokraterna i Arboga, ordinarie ledamot i landstinget i Västmanland samt kyrkopolitiker i Västerås stift, men lämnade dessa poster 2016 då han flyttade till Trelleborg.